# 喬托萬卡拉尼山
16°44′49″S 68°31′49″W / 16.74694°S 68.53028°W
喬托萬卡拉尼山（Ch'utu Wankarani），是玻利維亞的山峰，位於該國西部拉巴斯省的因加維省，處於伊米爾瓦瓦尼山和阿帕切塔山東北面、希斯卡薩利亞拉山和維斯卡查尼山東南面，屬於安第斯山脈的一部分，海拔高度4,475米。